# Coppa del Brasile 2015
La Coppa del Brasile 2015 (ufficialmente in portoghese Copa do Brasil 2015) è stata la 27ª edizione della Coppa del Brasile.
È stata la prima edizione della competizione decisa ai tiri di rigore, dopo i quali il Palmeiras ha battuto in finale il Santos.

## Formula
Partite a eliminazione diretta con gare di andata e ritorno. In caso di pareggio nei tempi regolamentari, passa la squadra che ha realizzato il maggior numero di gol fuori casa. Nel caso non sia possibile determinare un vincitore con la regola dei gol fuori casa, sono previsti i tiri di rigore. La regola dei gol fuori casa non si applica per la finale.
Nel primo e secondo turno la squadra che gioca la prima partita in trasferta è quella con il miglior piazzamento nel Ranking CBF e se vince con 2 o più gol di scarto è automaticamente qualificata al turno successivo senza dover disputare la gara di ritorno.

## Partecipanti
6 squadre ammesse di diritto a partire dagli ottavi di finale (5 per essersi qualificate alla Coppa Libertadores 2015 e quella con il miglior piazzamento nella Série A 2014 tra le squadre che non partecipano alla Coppa Libertadores 2015), 71 squadre ammesse tramite piazzamenti nelle competizioni statali, 10 tramite Ranking CBF.
Come nelle due edizioni precedenti, è previsto un turno preliminare tra l'Atlético Acreano, 2º classificato nel Campionato Acriano 2014, e il Real Noroeste, vincitore della Copa Espírito Santo 2014.

### Qualificati agli ottavi di finale
Squadre ammesse direttamente agli ottavi di finale:
| Squadra          | Città          | Stato             | Motivo qualificazione                            |
| ---------------- | -------------- | ----------------- | ------------------------------------------------ |
| Atlético Mineiro | Belo Horizonte | Minas Gerais      | Vincitore della Coppa del Brasile 2014           |
| Cruzeiro         | Belo Horizonte | Minas Gerais      | Vincitore del Campeonato Brasileiro Série A 2014 |
| San Paolo        | San Paolo      | San Paolo         | 2° nel Campeonato Brasileiro Série A 2014        |
| Internacional    | Porto Alegre   | Rio Grande do Sul | 3° nel Campeonato Brasileiro Série A 2014        |
| Corinthians      | San Paolo      | San Paolo         | 4° nel Campeonato Brasileiro Série A 2014        |
| Fluminense       | Rio de Janeiro | Rio de Janeiro    | 6° nel Campeonato Brasileiro Série A 2014        |

### Competizioni statali
Squadre ammesse per il miglior piazzamento nei campionati o nelle coppe statali:
| Stato               | Squadra (Città)                             | Motivo qualificazione                                      |
| ------------------- | ------------------------------------------- | ---------------------------------------------------------- |
| Acre                | Rio Branco-AC (Rio Branco)                  | Vincitore del Campionato Acriano 2014                      |
| Acre                | Atlético Acreano (Rio Branco)               | 2° nel Campionato Acriano 2014                             |
| Alagoas             | Coruripe (Coruripe)                         | Vincitore del Campionato Alagoano 2014                     |
| Alagoas             | CRB (Maceió)                                | 2° nel Campionato Alagoano 2014                            |
| Alagoas             | Murici (Murici)                             | Vincitore della prima fase del Campionato Alagoano 2014    |
| Amapá               | Santos-AP (Macapá)                          | Vincitore del Campionato Amapaense 2014                    |
| Amazonas            | Nacional-AM (Manaus)                        | Vincitore del Campionato Amazonense 2014                   |
| Amazonas            | Princesa do Solimões (Manacapuru)           | 2° nel Campionato Amazonense 2014                          |
| Bahia               | Bahia (Salvador)                            | Vincitore del Campionato Baiano 2014                       |
| Bahia               | Jacuipense (Riachão do Jacuípe)             | 2° nella prima fase del Campionato Baiano 2014             |
| Bahia               | Vitória da Conquista (Vitória da Conquista) | Vincitore della Copa Governador do Estado da Bahia 2014    |
| Ceará               | Ceará (Fortaleza)                           | Vincitore del Campionato Cearense 2014                     |
| Ceará               | Fortaleza (Fortaleza)                       | Vincitore della prima fase del Campionato Cearense 2014    |
| Ceará               | Icasa (Juazeiro do Norte)                   | Vincitore della Copa Fares Lopes 2014                      |
| Distretto Federale  | Luziânia (Luziânia, Goiás)                  | Vincitore del Campionato Brasiliense 2014                  |
| Distretto Federale  | Brasília (Brasilia)                         | 2° nel Campionato Brasiliense 2014                         |
| Espírito Santo      | Estrela do Norte (Cachoeiro de Itapemirim)  | Vincitore del Campionato Capixaba 2014                     |
| Espírito Santo      | Real Noroeste (Águia Branca)                | Vincitore della Copa Espírito Santo 2014                   |
| Goiás               | Atl. Goianiense (Goiânia)                   | Vincitore del Campionato Goiano 2014                       |
| Goiás               | Goiás (Goiânia)                             | 2° nel Campionato Goiano 2014                              |
| Goiás               | Anapolina (Anápolis)                        | 3° nel Campionato Goiano 2014                              |
| Maranhão            | Sampaio Corrêa (São Luís)                   | Vincitore del Campionato Maranhense 2014                   |
| Maranhão            | Moto Club (São Luís)                        | 2° nel Campionato Maranhense 2014                          |
| Mato Grosso         | Cuiabá (Cuiabá)                             | Vincitore del Campionato Matogrossense 2014                |
| Mato Grosso         | Luverdense (Lucas do Rio Verde)             | 2° nel Campionato Matogrossense 2014                       |
| Mato Grosso         | CEOV (Várzea Grande)                        | 3° nel Campionato Matogrossense 2014                       |
| Mato Grosso do Sul  | CENE (Campo Grande)                         | Vincitore del Campionato Sul-Matogrossense 2014            |
| Mato Grosso do Sul  | Águia Negra (Rio Brilhante)                 | 2° nel Campionato Sul-Matogrossense 2014                   |
| Minas Gerais        | América-MG (Belo Horizonte)                 | 3° nel Campionato Mineiro 2014                             |
| Minas Gerais        | Boa Esporte (Varginha)                      | 4° nel Campionato Mineiro 2014                             |
| Minas Gerais        | Tupi (Juiz de Fora)                         | 5° nel Campionato Mineiro 2014                             |
| Minas Gerais        | Villa Nova (Nova Lima)                      | 6° nel Campionato Mineiro 2014                             |
| Pará                | Remo (Belém)                                | Vincitore del Campionato Paraense 2014                     |
| Pará                | Paysandu (Belém)                            | 2° nel Campionato Paraense 2014                            |
| Pará                | Independente-PA (Tucuruí)                   | 3° nel Campionato Paraense 2014                            |
| Paraíba             | Botafogo-PB (João Pessoa)                   | Vincitore del Campionato Paraibano 2014                    |
| Paraíba             | Campinense (Campina Grande)                 | 2° nel Campionato Paraibano 2014                           |
| Paraná              | Londrina (Londrina)                         | Vincitore del Campionato Paranaense 2014                   |
| Paraná              | Maringá (Maringá)                           | 2° nel Campionato Paranaense 2014                          |
| Paraná              | Coritiba (Curitiba)                         | 3° nel Campionato Paranaense 2014                          |
| Paraná              | Athl. Paranaense (Curitiba)                 | 4° nel Campionato Paranaense 2014                          |
| Pernambuco          | Sport Recife (Recife)                       | Vincitore del Campionato Pernambucano 2014                 |
| Pernambuco          | Náutico (Recife)                            | 2° nel Campionato Pernambucano 2014                        |
| Pernambuco          | Salgueiro (Salgueiro)                       | Vincitore del primo turno del Campionato Pernambucano 2014 |
| Piauí               | River (Teresina)                            | Vincitore del Campionato Piauiense 2014                    |
| Piauí               | Piauí (Teresina)                            | 2° nel Campionato Piauiense 2014                           |
| Rio de Janeiro      | Flamengo (Rio de Janeiro)                   | Vincitore del Campionato Carioca 2014                      |
| Rio de Janeiro      | Vasco da Gama (Rio de Janeiro)              | 2° nel Campionato Carioca 2014                             |
| Rio de Janeiro      | Cabofriense (Cabo Frio)                     | 4° nel Campionato Carioca 2014                             |
| Rio de Janeiro      | Boavista-RJ (Saquarema)                     | 5° nel Campionato Carioca 2014                             |
| Rio de Janeiro      | Madureira (Rio de Janeiro)                  | 2° nella Copa Rio 2014                                     |
| Rio Grande do Norte | América-RN (Natal)                          | Vincitore del Campionato Potiguar 2014                     |
| Rio Grande do Norte | Globo (Ceará-Mirim)                         | 2° nel Campionato Potiguar 2014                            |
| Rio Grande do Norte | Alecrim (Natal)                             | 3° nel Campionato Potiguar 2014                            |
| Rio Grande do Sul   | Grêmio (Porto Alegre)                       | 2° nel Campionato Gaúcho 2014                              |
| Rio Grande do Sul   | Brasil de Pelotas (Pelotas)                 | 3° nel Campionato Gaúcho 2014                              |
| Rio Grande do Sul   | Caxias (Caxias do Sul)                      | 4° nel Campionato Gaúcho 2014                              |
| Rio Grande do Sul   | Lajeadense (Lajeado)                        | Vincitore della Copa FGF 2014                              |
| Rondônia            | Vilhena (Vilhena)                           | Vincitore del Campionato Rondoniense 2014                  |
| Roraima             | São Raimundo-RR (Boa Vista)                 | Vincitore del Campionato Roraimense 2014                   |
| San Paolo           | Ituano (Itu)                                | Vincitore del Campionato Paulista 2014                     |
| San Paolo           | Santos (Santos)                             | 2° nel Campionato Paulista 2014                            |
| San Paolo           | Palmeiras (San Paolo)                       | 3° nel Campionato Paulista 2014                            |
| San Paolo           | Capivariano (Capivari)                      | Vincitore del Campionato Paulista Série A2 2014            |
| San Paolo           | Santo André (Santo André)                   | Vincitore della Copa Paulista 2014                         |
| Santa Catarina      | Figueirense (Florianópolis)                 | Vincitore del Campionato Catarinense 2014                  |
| Santa Catarina      | Joinville (Joinville)                       | 2° nel Campionato Catarinense 2014                         |
| Santa Catarina      | Chapecoense (Chapecó)                       | Vincitore della Copa Santa Catarina 2014                   |
| Sergipe             | Confiança (Aracaju)                         | Vincitore del Campionato Sergipano 2014                    |
| Sergipe             | Amadense (Tobias Barreto)                   | Vincitore della Copa Governo do Estado de Sergipe 2014     |
| Tocantins           | Interporto (Porto Nacional)                 | Vincitore del Campionato Tocantinense 2014                 |

1. 1 2  Al turno preliminare.

### Ranking
Squadre ammesse per il miglior piazzamento nel Ranking CBF 2015:
| Pos | Squadra     | Città             | Stato               |
| --- | ----------- | ----------------- | ------------------- |
| 11  | Botafogo    | Rio de Janeiro    | Rio de Janeiro      |
| 17  | Vitória     | Salvador          | Bahia               |
| 18  | Ponte Preta | Campinas          | San Paolo           |
| 23  | ABC         | Natal             | Rio Grande do Norte |
| 24  | Portuguesa  | San Paolo         | San Paolo           |
| 25  | Criciúma    | Criciúma          | Santa Catarina      |
| 27  | Avaí        | Florianópolis     | Santa Catarina      |
| 31  | Paraná      | Curitiba          | Paraná              |
| 32  | Bragantino  | Bragança Paulista | San Paolo           |
| 35  | ASA         | Arapiraca         | Alagoas             |

## Risultati

### Turno preliminare
Andata 8 febbraio 2015, ritorno 22 febbraio 2015. Il fattore campo è stato determinato tramite sorteggio il 17 dicembre 2014.
| Squadra 1        | Totale | Squadra 2     | Andata | Ritorno |
| ---------------- | ------ | ------------- | ------ | ------- |
| Atlético Acreano | 2-4    | Real Noroeste | 0-1    | 2-3     |

### Primo turno
Andata 25 febbraio, 3, 4, 5, 17, 18, 31 marzo, 1º e 2 aprile 2015, ritorno 18, 19 marzo, 1º, 2, 14, 15, 16, 23 e 30 aprile 2015. Gli accoppiamenti sono stati determinati tramite sorteggio il 17 dicembre 2014.
| Squadra 1            | Totale      | Squadra 2        | Andata | Ritorno |
| -------------------- | ----------- | ---------------- | ------ | ------- |
| Vitória da Conquista | 1-4         | Palmeiras        | 1-4    | -       |
| Estrela do Norte     | 4-6         | Sampaio Corrêa   | 3-2    | 1-4     |
| Anapolina            | 2-3         | Vitória          | 1-2    | 1-1     |
| São Raimundo-RR      | 1-3         | ASA              | 1-3    | -       |
| Botafogo-PB          | 4-6         | Botafogo         | 2-2    | 2-4     |
| Capivariano          | 3-0         | Caxias           | 3-0    | 0-0     |
| Princesa do Solimões | 3-4         | Figueirense      | 2-2    | 1-2     |
| CEOV                 | 1-3         | Avaí             | 0-0    | 1-3     |
| Londrina             | 0-2         | Santos           | 0-1    | 0-1     |
| Maringá              | gfc 3-3     | Madureira        | 2-0    | 1-3     |
| CENE                 | 2-6         | Sport Recife     | 1-2    | 1-4     |
| Interporto           | 2-5         | Chapecoense      | 2-5    | -       |
| Brasil de Pelotas    | 1-4         | Flamengo         | 1-2    | 0-2     |
| Piauí                | 1-5         | Salgueiro        | 1-5    | -       |
| Brasília             | 0-3         | Náutico          | 0-1    | 0-2     |
| Jacuipense           | 1-1 5-4 dcr | Paraná           | 0-1    | 1-0     |
| Santo André          | 0-2         | Goiás            | 0-1    | 0-1     |
| Independente-PA      | 5-2         | Icasa            | 5-0    | 0-2     |
| Santos-AP            | 1-3         | Portuguesa       | 1-3    | -       |
| Ituano               | 3-1         | Joinville        | 3-0    | 0-1     |
| Villa Nova           | 0-3         | Coritiba         | 0-3    | -       |
| River                | 1-3         | Fortaleza        | 0-1    | 1-2     |
| Vilhena              | 1-4         | Ponte Preta      | 1-1    | 0-3     |
| Moto Club            | 2-2 4-3 dcr | Boa Esporte      | 1-1    | 1-1     |
| Rio Branco-AC        | 3-5         | Vasco da Gama    | 1-2    | 2-3     |
| Murici               | 3-4         | Cuiabá           | 3-2    | 0-2     |
| Coruripe             | 1-3         | Atl. Goianiense  | 1-1    | 0-2     |
| Globo                | 1-5         | América-RN       | 1-5    | -       |
| Remo                 | 2-2 4-5 dcr | Athl. Paranaense | 1-1    | 1-1     |
| Alecrim              | 0-2         | Tupi             | 0-2    | -       |
| Confiança            | 0-1         | Ceará            | 0-0    | 0-1     |
| Luziânia             | 0-3         | América-MG       | 0-3    | -       |
| Campinense           | 1-4         | Grêmio           | 1-2    | 0-2     |
| Amadense             | 1-3         | CRB              | 1-2    | 0-1     |
| Real Noroeste        | 1-4         | Criciúma         | 1-4    | -       |
| Lajeadense           | 2-2 gfc     | Bragantino       | 2-1    | 0-1     |
| Nacional-AM          | 2-3         | Bahia            | 0-0    | 2-3     |
| Cabofriense          | 1-2         | Luverdense       | 1-1    | 0-1     |
| Boavista-RJ          | 0-3         | ABC              | 0-1    | 0-2     |
| Águia Negra          | 2-4         | Paysandu         | 2-2    | 0-2     |

### Secondo turno
Andata 22, 23, 28, 29, 30 aprile, 6, 7, 12 e 13 maggio 2015, ritorno 28 aprile, 6, 12, 13, 19 e 20 maggio 2015.
| Squadra 1       | Totale        | Squadra 2        | Andata | Ritorno |
| --------------- | ------------- | ---------------- | ------ | ------- |
| Sampaio Corrêa  | 2-6           | Palmeiras        | 1-1    | 1-5     |
| ASA             | gfc 3-3       | Vitória          | 1-1    | 2-2     |
| Capivariano     | 1-5           | Botafogo         | 1-2    | 0-3     |
| Avaí            | 1-2           | Figueirense      | 1-0    | 0-2     |
| Maringá         | 2-3           | Santos           | 2-2    | 0-1     |
| Chapecoense     | 2-2 2-4 dcr   | Sport Recife     | 2-0    | 0-2     |
| Salgueiro       | 0-2           | Flamengo         | 0-2    | -       |
| Jacuipense      | 0-2           | Náutico          | 0-2    | -       |
| Independente-PA | 1-3           | Goiás            | 1-0    | 0-3     |
| Ituano          | 3-2           | Portuguesa       | 1-1    | 2-1     |
| Fortaleza       | 3-3 10-11 dcr | Coritiba         | 2-1    | 1-2     |
| Moto Club       | 2-6           | Ponte Preta      | 1-2    | 1-4     |
| Cuiabá          | 1-1 gfc       | Vasco da Gama    | 1-1    | 0-0     |
| América-RN      | 4-3           | Atl. Goianiense  | 4-2    | 0-1     |
| Tupi            | gfc 2-2       | Athl. Paranaense | 1-0    | 1-2     |
| América-MG      | 1-4           | Ceará            | 1-1    | 0-3     |
| CRB             | 1-3           | Grêmio           | 1-3    | -       |
| Bragantino      | 0-3           | Criciúma         | 0-3    | -       |
| Luverdense      | 1-3           | Bahia            | 0-0    | 1-3     |
| Paysandu        | 3-1           | ABC              | 1-0    | 2-1     |

### Terzo turno
Andata 20, 27 maggio, 14 e 15 luglio 2015, ritorno 27 maggio, 14, 15, 21 e 22 luglio 2015. Il fattore campo è stato determinato tramite sorteggio il 14 maggio 2015.
| Squadra 1     | Totale      | Squadra 2   | Andata | Ritorno |
| ------------- | ----------- | ----------- | ------ | ------- |
| Palmeiras     | 1-0         | ASA         | 0-0    | 1-0     |
| Figueirense   | 3-2         | Botafogo    | 2-2    | 1-0     |
| Sport Recife  | 3-4         | Santos      | 2-1    | 1-3     |
| Flamengo      | 3-1         | Náutico     | 1-1    | 2-0     |
| Ituano        | gfc 3-3     | Goiás       | 2-0    | 1-3     |
| Coritiba      | 3-3 3-1 dcr | Ponte Preta | 2-1    | 1-2     |
| Vasco da Gama | 6-3         | América-RN  | 3-1    | 3-2     |
| Ceará         | 2-1         | Tupi        | 0-0    | 2-1     |
| Grêmio        | 1-1 4-3 dcr | Criciúma    | 0-1    | 1-0     |
| Paysandu      | 3-2         | Bahia       | 3-0    | 0-2     |

### Ottavi di finale

#### Sorteggio
Gli accoppiamenti e il fattore campo sono stati determinati tramite sorteggio il 4 agosto 2015. Le squadre sono state divise in due urne: la prima con le 6 squadre che sono entrate nella competizione a partire dagli ottavi di finale più le due qualificate dal terzo turno con la miglior posizione nel Ranking CBF, la seconda con gli altri 8 club qualificati dopo il terzo turno.
Sono contrassegnate con un asterisco (*) le squadre che entrano nella competizione a partire dagli ottavi di finale, tra parentesi è indicata la posizione nel Ranking CBF.
| Urna A | Urna B |
| --- | --- |
| Cruzeiro* (1) Corinthians* (2) Flamengo (3) Grêmio (4) Atlético Mineiro* (6) San Paolo* (7) Fluminense* (8) Internacional* (9) | Santos (5) Vasco da Gama (12) Palmeiras (13) Coritiba (14) Ceará (19) Figueirense (21) Paysandu (34) Ituano (139) |

#### Partite
Andata 19 e 20 agosto 2015, ritorno 26 e 27 agosto 2015.
| Squadra 1        | Totale | Squadra 2     | Andata | Ritorno |
| ---------------- | ------ | ------------- | ------ | ------- |
| Internacional    | 4-1    | Ituano        | 2-0    | 2-1     |
| San Paolo        | 4-2    | Ceará         | 1-2    | 3-0     |
| Palmeiras        | 5-3    | Cruzeiro      | 2-1    | 3-2     |
| Flamengo         | 1-2    | Vasco da Gama | 0-1    | 1-1     |
| Fluminense       | 4-2    | Paysandu      | 2-1    | 2-1     |
| Coritiba         | 1-4    | Grêmio        | 0-1    | 1-3     |
| Atlético Mineiro | 2-3    | Figueirense   | 1-1    | 1-2     |
| Santos           | 4-1    | Corinthians   | 2-0    | 2-1     |

### Quarti di finale
Andata 23 settembre 2015, ritorno 30 settembre e 1º ottobre 2015. Gli accoppiamenti e il fattore campo sono stati determinati tramite sorteggio il 31 agosto 2015.
| Squadra 1     | Totale  | Squadra 2     | Andata | Ritorno |
| ------------- | ------- | ------------- | ------ | ------- |
| San Paolo     | 4-1     | Vasco da Gama | 3-0    | 1-1     |
| Figueirense   | 2-4     | Santos        | 0-1    | 2-3     |
| Internacional | 3-4     | Palmeiras     | 1-1    | 2-3     |
| Fluminense    | gfc 1-1 | Grêmio        | 0-0    | 1-1     |

### Semifinali
Andata 21 ottobre 2015, ritorno 28 ottobre 2015. Il fattore campo è stato determinato tramite sorteggio il 5 ottobre 2015.
| Squadra 1  | Totale      | Squadra 2 | Andata | Ritorno |
| ---------- | ----------- | --------- | ------ | ------- |
| San Paolo  | 2-6         | Santos    | 1-3    | 1-3     |
| Fluminense | 3-3 1-4 dcr | Palmeiras | 2-1    | 1-2     |

### Finale
Il fattore campo è stato determinato tramite sorteggio il 29 ottobre 2015.

#### Andata
| Arbitro: | Luiz Flávio de Oliveira |

|             |           |  |
| Gabriel 77’ | Marcatori |  |

| Santos | Palmeiras |

| Santos (4-3-3)  |    |                      |     |       |
|                 |    |                      |     |       |
| P               | 1  | Vanderlei            |     |       |
| D               | 4  | Victor Ferraz        | 83’ |       |
| D               | 14 | David Braz           |     |       |
| D               | 6  | Gustavo Henrique     |     |       |
| D               | 37 | Zeca                 |     |       |
| C               | 29 | Thiago Maia          |     | 90+2’ |
| C               | 8  | Renato               | 60’ |       |
| C               | 20 | Lucas Lima           |     |       |
| A               | 31 | Marquinhos Gabriel   |     | 64’   |
| A               | 9  | Ricardo Oliveira (c) | 64’ |       |
| A               | 10 | Gabriel              | 79’ | 85’   |
| A disposizione: |    |                      |     |       |
| P               | 12 | Vladmir              |     |       |
| D               | 2  | Werley               |     |       |
| D               | 23 | Chiquinho            |     |       |
| D               | 32 | Paulo Ricardo        |     |       |
| D               | 38 | Daniel Guedes        |     |       |
| C               | 5  | Alison               |     |       |
| C               | 17 | Rafael Longuine      |     |       |
| C               | 19 | Marquinhos           |     |       |
| C               | 27 | Léo Cittadini        |     |       |
| A               | 11 | Geuvânio             |     | 64’   |
| A               | 39 | Nilson               |     | 90+2’ |
| A               | 40 | Neto Berola          |     | 85’   |
| Allenatore:     |    |                      |     |       |
| Dorival Júnior  |    |                      |     |       |

| Palmeiras (4-3-3) |    |                    |          |     |
|                   |    |                    |          |     |
| P                 | 1  | Fernando Prass     | 32’      |     |
| D                 | 32 | Lucas              | 69’, 89’ |     |
| D                 | 31 | Vitor Hugo         |          |     |
| D                 | 26 | Jackson            |          |     |
| D                 | 11 | Zé Roberto (c)     |          |     |
| C                 | 36 | Matheus Sales      | 37’      | 46’ |
| C                 | 5  | Arouca             | 64’      |     |
| C                 | 27 | Robinho            |          |     |
| A                 | 7  | Dudu               | 90’      |     |
| A                 | 33 | Gabriel Jesus      |          | 12’ |
| A                 | 8  | Lucas Barrios      | 43’      | 64’ |
| A disposizione:   |    |                    |          |     |
| P                 | 47 | Fábio              |          |     |
| D                 | 4  | Nathan             |          |     |
| D                 | 22 | João Pedro         |          |     |
| D                 | 66 | Egídio             |          |     |
| C                 | 15 | Amaral             |          | 46’ |
| C                 | 20 | Agustín Allione    |          |     |
| C                 | 28 | Andrei Girotto     |          |     |
| C                 | 30 | Fellype Gabriel    |          |     |
| A                 | 9  | Jonathan Cristaldo |          |     |
| A                 | 17 | Pablo Mouche       |          |     |
| A                 | 19 | Rafael Marques     |          | 64’ |
| A                 | 29 | Kelvin             |          | 12’ |
| Allenatore:       |    |                    |          |     |
| Marcelo Oliveira  |    |                    |          |     |

#### Ritorno
| Arbitro: | Héber Lopes |

|                                                            |                      |                                                                          |
| Dudu 57’, 85’                                              | Marcatori            | 87’ Ricardo Oliveira                                                     |
| Zé Roberto Rafael Marques Jackson Cristaldo Fernando Prass | Tiri di rigore 4 – 3 | Marquinhos Gabriel Gustavo Henrique Geuvânio Lucas Lima Ricardo Oliveira |

| Palmeiras | Santos |

| Palmeiras (4-3-3) |    |                    |     |     |
|                   |    |                    |     |     |
| P                 | 1  | Fernando Prass     |     |     |
| D                 | 22 | João Pedro         | 65’ | 72’ |
| D                 | 31 | Vitor Hugo         |     |     |
| D                 | 26 | Jackson            |     |     |
| D                 | 11 | Zé Roberto (c)     |     |     |
| C                 | 36 | Matheus Sales      | 51’ |     |
| C                 | 5  | Arouca             |     |     |
| C                 | 27 | Robinho            |     |     |
| A                 | 33 | Gabriel Jesus      |     | 41’ |
| A                 | 8  | Lucas Barrios      |     | 68’ |
| A                 | 7  | Dudu               | 81’ |     |
| A disposizione:   |    |                    |     |     |
| P                 | 47 | Fábio              |     |     |
| D                 | 4  | Nathan             |     |     |
| D                 | 42 | Lucas Taylor       |     | 72’ |
| D                 | 66 | Egídio             |     |     |
| C                 | 10 | Cleiton Xavier     |     |     |
| C                 | 15 | Amaral             |     |     |
| C                 | 20 | Agustín Allione    |     |     |
| C                 | 28 | Andrei Girotto     |     |     |
| A                 | 9  | Jonathan Cristaldo |     | 68’ |
| A                 | 17 | Pablo Mouche       |     |     |
| A                 | 19 | Rafael Marques     |     | 41’ |
| A                 | 29 | Kelvin             |     |     |
| Allenatore:       |    |                    |     |     |
| Marcelo Oliveira  |    |                    |     |     |

| Santos (4-3-3)  |    |                      |     |     |
|                 |    |                      |     |     |
| P               | 1  | Vanderlei            |     |     |
| D               | 4  | Victor Ferraz        |     |     |
| D               | 14 | David Braz           |     | 27’ |
| D               | 6  | Gustavo Henrique     |     |     |
| D               | 37 | Zeca                 |     |     |
| C               | 8  | Renato               |     |     |
| C               | 29 | Thiago Maia          |     | 80’ |
| C               | 20 | Lucas Lima           |     |     |
| A               | 10 | Gabriel              | 48’ | 64’ |
| A               | 31 | Marquinhos Gabriel   |     |     |
| A               | 9  | Ricardo Oliveira (c) |     |     |
| A disposizione: |    |                      |     |     |
| P               | 12 | Vladmir              |     |     |
| D               | 2  | Werley               |     | 27’ |
| D               | 23 | Chiquinho            |     |     |
| D               | 32 | Paulo Ricardo        |     | 80’ |
| D               | 38 | Daniel Guedes        |     |     |
| C               | 5  | Alison               |     |     |
| C               | 18 | Vitor Bueno          |     |     |
| C               | 21 | Leandrinho           |     |     |
| C               | 41 | Serginho             |     |     |
| A               | 11 | Geuvânio             |     | 64’ |
| A               | 39 | Nilson               |     |     |
| A               | 40 | Neto Berola          |     |     |
| Allenatore:     |    |                      |     |     |
| Dorival Júnior  |    |                      |     |     |

## Verdetti

### Qualificazione per la Coppa Sudamericana
Le sei squadre eliminate prima degli ottavi di finale con il miglior piazzamento nella Série A 2014 o nella Série B 2014 si qualificano per la Coppa Sudamericana 2015 insieme alla seconda della Copa do Nordeste 2015 (Bahia) e alla vincitrice della Copa Verde 2014 (Brasília).
| Squadra          | Posizione 2014 | Turno raggiunto in coppa |
| ---------------- | -------------- | ------------------------ |
| Grêmio           | 7° in Série A  | Ottavi di finale         |
| Athl. Paranaense | 8° in Série A  | Secondo turno            |
| Santos           | 9° in Série A  | Ottavi di finale         |
| Flamengo         | 10° in Série A | Ottavi di finale         |
| Sport Recife     | 11° in Série A | Terzo turno              |
| Goiás            | 12° in Série A | Terzo turno              |
| Figueirense      | 13° in Série A | Ottavi di finale         |
| Coritiba         | 14° in Série A | Ottavi di finale         |
| Chapecoense      | 15° in Série A | Secondo turno            |
| Palmeiras        | 16° in Série A | Ottavi di finale         |
| Joinville        | 1° in Série B  | Primo turno              |
| Ponte Preta      | 2° in Série B  | Terzo turno              |
| Vasco da Gama    | 3° in Série B  | Ottavi di finale         |
| Avaí             | 4° in Série B  | Secondo turno            |
| Vitória          | 17° in Série A | Secondo turno            |
| Bahia            | 18° in Série A | Terzo turno              |
| Botafogo         | 19° in Série A | Terzo turno              |
| Criciúma         | 20° in Série A | Terzo turno              |

| Legenda | Legenda |
| ------- | --- |
|         | Squadre qualificate |
|         | Squadre qualificate agli ottavi di finale della competizione, non eleggibili per la qualificazione alla Coppa Sudamericana 2015 |

1. 1 2  Il Ceará, vincitore della Copa do Nordeste 2015, si è qualificato per gli ottavi di finale della Coppa del Brasile e ha così perso il diritto di partecipare alla Coppa Sudamericana 2015 a favore del Bahia, secondo classificato.[31]

## Classifica marcatori
Dati aggiornati al 2 dicembre 2015.
| Gol |  |  | Giocatore          | Squadra        |
| --- |  |  | ------------------ | -------------- |
| 8   |  |  | Gabriel            | Santos         |
| 6   |  |  | Ricardo Oliveira   | Santos         |
| 6   |  |  | Ronaldo            | Ituano         |
| 5   |  |  | Alexandre Pato     | San Paolo      |
| 5   |  |  | Marquinhos Gabriel | Santos         |
| 4   |  |  | Cesinha            | Ponte Preta    |
| 4   |  |  | Robert             | Sampaio Corrêa |
| 4   |  |  | Yago Pikachu       | Paysandu       |
| 4   |  |  | Zé Roberto         | Palmeiras      |